# Richard zu Dohna-Schlobitten

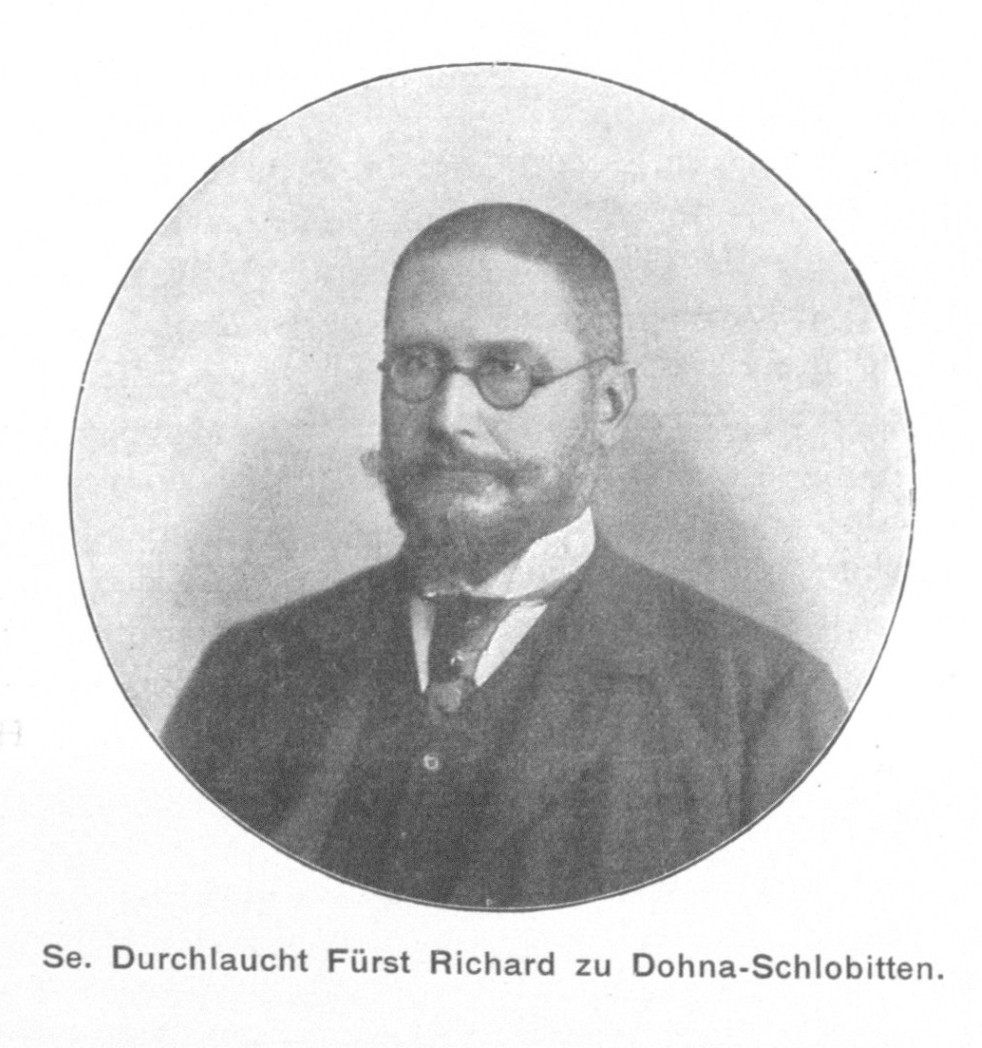
Richard zu Dohna-Schlobitten, 1903

Kaiser Wilhelm II. im Manöver in Ostpreußen im Gespräch mit Colmar von der Goltz und Gottlieb von Haeseler. Ganz rechts Fürst Dohna-Schlobitten. Um 1900

Richard Wilhelm Ludwig Graf zu Dohna-Schlobitten, ab 1900 Fürst zu Dohna-Schlobitten (* 17. August 1843 in Turin; † 21. August 1916 in Wilna) war ein preußischer Politiker und Vertrauter Kaiser Wilhelms II.

## Herkunft
Richard Burggraf und Graf zu Dohna aus dem Adelsgeschlecht Dohna war der Sohn von Richard Friedrich Burggraf und Graf zu Dohna-Schlobitten (1807–1894) und Mathilde Friederike Gräfin von Truchsess zu Waldburg (1813–1858), Herrin auf Waldburg-Capustigall.

## Leben
1861 trat er in die Preußische Armee ein, kämpfte im Deutschen und im Deutsch-Französischen Krieg und nahm 1883 als Major à la suite der Armee seinen Abschied. Anschließend wurde er Hofjägermeister und stand seit Mitte der achtziger Jahre in engem Kontakt zu Prinz Wilhelm, dem späteren Kaiser Wilhelm II. Er gehörte zum engeren „Liebenberger Kreis“ um Philipp zu Eulenburg.
Dohna gehörte von 1890 bis 1894 dem Preußischen Abgeordnetenhaus, von 1890–1893, 1903–1906 und 1907–1911 jeweils dem Reichstag an (deutschkonservativ). Er wurde zunächst im Reichstagswahlkreis Regierungsbezirk Danzig 1 und dann im Reichstagswahlkreis Regierungsbezirk Königsberg 4 (Fischhausen-Königsberg-Land) gewählt. Seit 1894 war er erbliches Mitglied des Preußischen Herrenhauses, seit 1909 Vorsitzender des schlesischen Provinziallandtags. Am 1. Januar 1900 erhob ihn der Kaiser in den erblichen Fürstenstand.
Dohna-Schlobitten war von 1903 bis 1916 für die Provinz Ost- und Westpreußen Kommendator des Johanniterordens. Während des Ersten Weltkriegs diente er als Oberst bei der Etappen-Inspektion der 10. Armee.

## Familie
Er heiratete am 20. Juli 1868 Amélie Burggräfin und Gräfin zu Dohna-Schlodien (1837–1906), eine Tochter des preußischen Generalleutnants Emil zu Dohna-Schlodien (1805–1877). Das Paar hatte vier Söhne:
- Richard Emil (1872–1918)
- Eberhard Bolko (1874–1886)
- Achatius Manfred (1875–1898)
- Hubertus Wilhelm (1876–1896)